# Веселий (Абадзехське сільське поселення)
Веселий (рос. Весёлый; адиг. ЧэфыпІ) — хутір Майкопського району Адигеї Росії. Входить до складу Абадзехського сільського поселення.
Населення — 334 особи (2015 рік).